# Kanton Bessines-sur-Gartempe
Kanton Bessines-sur-Gartempe (francouzsky Canton de Bessines-sur-Gartempe) je francouzský kanton v departementu Haute-Vienne v regionu Limousin. Tvoří ho pět obcí.

## Obce kantonu
- Bessines-sur-Gartempe
- Folles
- Fromental
- Razès
- Saint-Pardoux